# Homapoderus ochrobasis
Homapoderus ochrobasis es una especie de coleóptero de la familia Attelabidae.

## Distribución geográfica
Habita en Guinea (África).